# Sakine Cansız
Sakine Cansız (12 tháng 2 năm 1958 – 9 tháng 1 năm 2013) là một trong những người đồng sáng lập Đảng Công nhân Kurd (hay PKK). Một nhà hoạt động người Kurd vào những năm 1980, bà bị cảnh sát Thổ Nhĩ Kỳ bắt giữ và tra tấn. Là một cộng sự viên thân tín của Abdullah Öcalan và một thành viên cao cấp của PKK, bà đã bị bắn chết tại Paris, Pháp vào ngày 9 tháng 1 năm 2013, cùng với hai nhà hoạt động nữ người Kurd khác là Fidan Doğan và Leyla Söylemez.

## Thời thơ ấu
Cansiz sinh năm 1958 tại Tunceli, một thành phố ở phía đông Thổ Nhĩ Kỳ, trong một gia đình theo đạo Alevi . Khi còn trẻ, vào đầu những năm 70, cô bắt đầu tham gia các hoạt động cách mạng, mà không được tán thành bởi gia đình cô ta. Cô đã bỏ nhà đến Ankara, nơi cô gặp Abdullah Öcalan, người mà cô sẽ làm việc chặt chẽ với. Trong một cuộc phỏng vấn, bà nói về giai đoạn này: "Về một khía cạnh nào đó, tôi đã từ bỏ gia đình, tôi đã không chấp nhận áp lực đó, khăng khăng đòi chủ nghĩa cách mạng, đó là lý do tôi bỏ nhà và đi đến Ankara.Trong bí mật tất nhiên"

## Hoạt động
Cansız đã bị bắt vào năm 1979 ngay sau khi tốt nghiệp trung học. Theo tờ The Guardian, bà đã bị bắt ngay sau cuộc đảo chính Thổ Nhĩ Kỳ năm 1980.
Cô là một trong những thành viên sáng lập của PKK (mật hiệu là "Sara"), và là thành viên nữ cao cấp đầu tiên của tổ chức này . Tại cuộc họp sáng lập của PKK tại Lice ở miền Nam Thổ Nhĩ Kỳ vào cuối tháng 9 hoặc tháng 11 năm 1978 (với 22 người tham dự), cô đã đại diện cho Elâzığ, trung tâm hành chính của tỉnh Elosik. Cansız và vợ cũ của Öcalan Kesire Yıldırım là những phụ nữ duy nhất tham gia cuộc họp này. Cansız bị bắt giam trong những năm 1980 tại Nhà tù Diyarbakır và bị tra tấn ở đó, nhưng vẫn tiếp tục dẫn dắt phong trào người Kurd trong khi đang bị giam giữ, trở thành "huyền thoại giữa các thành viên PKK".
Sau khi được phóng thích vào năm 1991, Cansız ở trong các trại PKK ở Thung lũng Beqaa ở Lebanon và sau đó ở miền bắc Iraq, nơi cô đã chiến đấu dưới sự chỉ huy của Osman Ocalan  Ngoài việc chiến đấu cô tổ chức và lãnh đạo đội phụ nữ của PKK ở đó. Bà đã đi đến châu Âu vào giữa những năm 1990. Murat Karayılan đã gửi bà đến đó  để chịu trách nhiệm về chi nhánh ở châu Âu của PKK, đầu tiên ở Đức và sau đó ở Pháp, để giải quyết các vấn đề dân sự của nhóm. Theo Hürriyet, bà đã chuyển đến châu Âu sau khi phản đối việc hành quyết thành viên PKK Mehmet Şener. Pháp đã cho Cansız tị nạn vào năm 1998  sau khi bà không đồng ý với một số nhân vật PKK cao cấp.
Theo tường thuật, "cô ấy là một nhà hoạt động nữ người Kurd nổi bật và quan trọng nhất, cô ấy không ngại nói ra suy nghĩ của mình, đặc biệt khi nói về vấn đề của phụ nữ."  Cũng có thông báo rằng cô ấy không đồng ý với Zübeyir Yılmaz, giám đốc tài chính của PKK, mà theo giới truyền thông Thổ Nhĩ Kỳ, ông đã quấy rầy tình dục cô.

## Cái chết
Vào ngày 10 tháng 1 năm 2013, Cansız, ở độ tuổi 50, đã được tìm thấy đã chết với hai nhà hoạt động nữ người Kurd, Fidan Doğan và Leyla Şaylemez. Kết quả khám nghiệm tử thi cho là ba phụ nữ chết vào khoảng từ 6 giờ đến 7 giờ tối ngày hôm trước . Cơ thể của họ được tìm thấy trong Trung tâm Thông tin Kurdistan ở Paris.
Vụ giết người xảy ra vào thời điểm khi chính phủ Thổ Nhĩ Kỳ đang đàm phán với các nhà lãnh đạo PKK gồm cả Öcalan. Các nhà hoạt động PKK ở Paris coi những vụ giết người này là một nỗ lực của "lực lượng đen tối" trong chính phủ Thổ Nhĩ Kỳ để phá hoại các cuộc đàm phán này. PKK đổ lỗi cho chính phủ Thổ Nhĩ Kỳ. Các quan chức Thổ Nhĩ Kỳ chỉ ra những xung đột thường xuyên trong PKK, với tờ báo hàng ngày Hürriyet của Thổ Nhĩ Kỳ tuyên bố rằng Cansız đã xung đột với Ferman Hussein, người chỉ huy quân đội của PKK . Cũng bị giết là Fidan Doğan của Quốc hội Kurdistan (có trụ sở tại Brussels) và Leyla Söylemez, một "nhà hoạt động cấp dưới". Bộ trưởng Nội vụ Pháp Manuel Valls đã thông báo rằng ba phụ nữ đều bị giết chết theo kiểu hành quyết.
Vào ngày 17 tháng 12 năm 2016, Ömer Güney, người duy nhất bị nghi ngờ ám sát Sakine Cansız, Fidan Doğan và Leyla Şaylemez chết vì bệnh nặng trong nhà tù ở Paris.

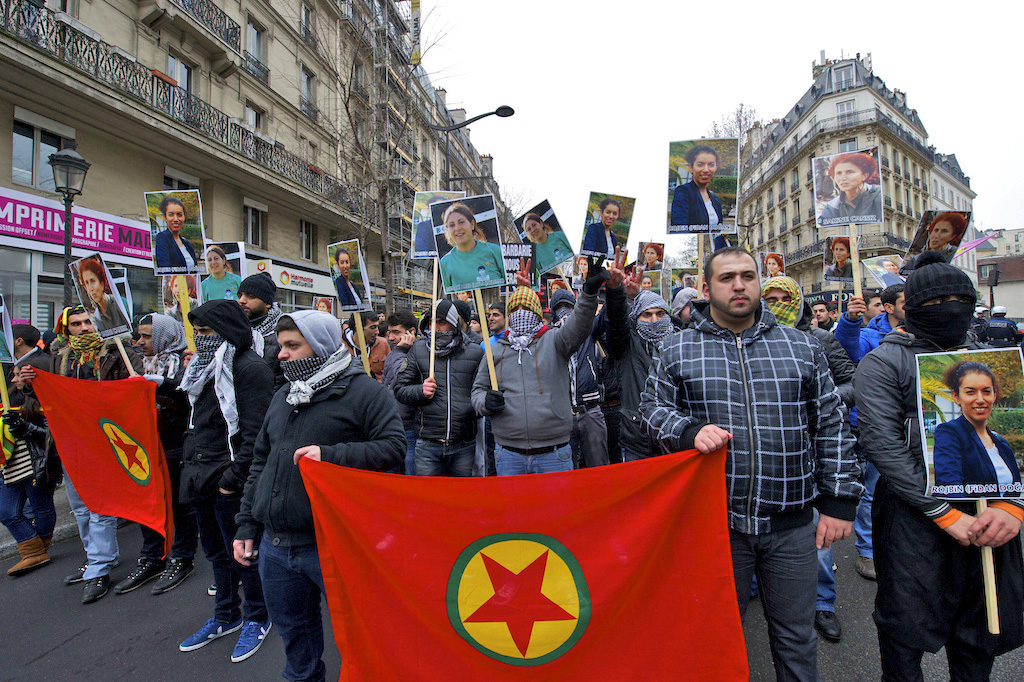
Cuộc biểu tình của người Kurd ở Paris sau vụ giết người

## Tang lễ
Cơ thể của Cansız cùng với hai người phụ nữ kia đã bị sát hại đã được đưa từ Paris đến Istanbul vào ngày 16 tháng 1 năm 2013 và chuyển tới Diyarbakır. Một nghi lễ tang lễ cho ba phụ nữ bị giết đã được tổ chức tại Diyarbakir với sự có mặt của hàng chục ngàn người Kurd vào ngày 17 tháng 1 năm 2013. Mỗi người được chôn tại quê hương: Cansız ở Tunceli, Doğan ở Kahramanmaraş, và Söylemez ở Mersin.

### Phản ứng
Cả Thổ Nhĩ Kỳ và Pháp lên án vụ giết người ba phụ nữ. Thủ tướng Thổ Nhĩ Kỳ Recep Tayyip Erdoğan cho rằng các vụ giết người đã được thực hiện vì hai lý do có thể: 1) làm hỏng các cuộc đàm phán hiện tại hoặc 2) thực hiện một cuộc hành quyết bên trong PKK. Phó Thủ tướng Thổ Nhĩ Kỳ và phát ngôn viên chính phủ Bülent Arınç lên án cuộc tấn công và bày tỏ sự chia buồn của mình.